# Fernand Spaak
Fernand Paul Jules Spaak (Vorst, 8 augustus 1923 - Elsene, 18 juli 1981) was een Belgisch kabinetschef, ambtenaar en diplomaat.

## Biografie
Fernand Spaak was een zoon van socialistisch premier en secretaris-generaal van de NAVO Paul-Henri Spaak, een kleinzoon van de eerste vrouwelijke senator Marie Janson en advocaat en schrijver Paul Spaak en een achterkleinzoon van liberaal politicus Paul Janson. Hij was ook een achterneef van liberaal premier Paul-Emile Janson. Hij was een broer van FDF-politica Antoinette Spaak.
Hij promoveerde tot doctor in de rechten aan de Université libre de Bruxelles in 1948 en was aspirant bij het Nationaal Fonds voor Wetenschappelijk Onderzoek van 1948 tot 1950. Hij studeerde ook economie aan de Universiteit van Cambridge in het Verenigd Koninkrijk (1950). Van 1950 tot 1952 werkte hij voor de Nationale Bank van België. In 1952 werd Spaak kabinetschef van Jean Monnet, voorzitter van de Hoge Autoriteit van de Europese Gemeenschap voor Kolen en Staal. Hij oefende deze functie ook uit onder Monnets opvolger René Mayer. In 1960 werd hij directeur-generaal bij Euratom en van 1967 tot 1975 was hij directeur-generaal van het directoraat-generaal Energie (DG XII). Van 1976 tot 1980 was hij vertegenwoordiger van de Commissie van de Europese Economische Gemeenschap in de Verenigde Staten. In 1981 werd Spaak  kabinetschef van Gaston Thorn, voorzitter van de Europese Commissie.
In 1953 huwde Spaak in Londen met Anna-Maria Farina. Het koppel kreeg drie kinderen, waaronder schrijfster en journaliste Isabelle Spaak. Hij werd in 1981 door zijn vrouw doodgeschoten met een jachtgeweer. Vervolgens pleegde ze zelfmoord.
Hij was onder meer bestuurder van de Stichting Paul-Henri Spaak.